# Bonnie
Bonnie és una població dels Estats Units a l'estat d'Illinois. Segons el cens del 2000 tenia 424 habitants.

## Demografia
Segons el cens del 2000, Bonnie tenia 424 habitants, 177 habitatges, i 129 famílies. La densitat de població era de 133,1 habitants/km².
Dels 177 habitatges en un 27,1% hi vivien nens de menys de 18 anys, en un 65,5% hi vivien parelles casades, en un 6,8% dones solteres, i en un 26,6% no eren unitats familiars. En el 21,5% dels habitatges hi vivien persones soles l'11,9% de les quals corresponia a persones de 65 anys o més que vivien soles. El nombre mitjà de persones vivint en cada habitatge era de 2,4 i el nombre mitjà de persones que vivien en cada família era de 2,77.
Per edats la població es repartia de la següent manera: un 20,8% tenia menys de 18 anys, un 9% entre 18 i 24, un 27,4% entre 25 i 44, un 26,2% de 45 a 60 i un 16,7% 65 anys o més.
L'edat mediana era de 40 anys. Per cada 100 dones de 18 o més anys hi havia 95,3 homes.
La renda mediana per habitatge era de 27.768 $ i la renda mediana per família de 29.554 $. Els homes tenien una renda mediana de 31.389 $ mentre que les dones 19.375 $. La renda per capita de la població era de 13.998 $. Aproximadament el 9,6% de les famílies i el 9,7% de la població estaven per davall del llindar de pobresa.

## Poblacions més properes
El següent diagrama mostra les poblacions més properes.